# Ларс-Гельге Біркеланн
Ларс-Гельге Біркеланн (норв. Lars Helge Birkeland; 11 лютого 1988) — норвезький біатлоніст, олімпійський медаліст, чемпіон світу, чемпіон Європи з біатлону, учасник та переможець етапів Кубка світу з біатлону. 
Чоловік норвезької біатлоністки Фанні Гурн-Біркеланн.

## Виступи на чемпіонатах світу
| Рік  | Місце проведення     | Інд | Спр | Пр | МС | Ест | ЗМ |
| 2012 | Рупольдінг           | 39  |     |    |    |     |    |
| 2013 | Нове Место-на-Мораві | 44  |     |    |    |     |    |

## Кар'єра в Кубку світу
- Дебют в кубку світу — 26 листопада 2011 року в спринті в Естерсунді — 29 місце.
- Перше попадання до залікової зони — 26 листопада 2011 року в спринті в Естерсунді — 29 місце.
- Перший подіум — 9 грудня 2012 року в естафеті в Гохфільцені — 1 місце.
- Перша перемога — 9 грудня 2012 року в естафеті в Гохфільцені — 1 місце.

## Загальний залік в Кубку світу
- 2011–2012 — 79-е місце (28 очок)
- 2012–2013 — 49-е місце (127 очок)

## Статистика стрільби
| № п/п | Сезон     | Загальна        | Індивідуальна гонка | Спринт        | Гонка переслідування | Мас-старт     | Естафета      |
| ----- | --------- | --------------- | ------------------- | ------------- | -------------------- | ------------- | ------------- |
| 1     | 2011-2012 | 82,5% (137/166) | 87,5% (35/40)       | 80,0% (48/60) | 87,5% (35/40)        | 0,0% (0/0)    | 73,1% (19/26) |
| 2     | 2012-2013 | 89,7% (165/184) | 90,0% (36/40)       | 86,0% (43/50) | 90,0% (36/40)        | 99,9% (20/20) | 88,2% (30/34) |

## Виноски
1. ↑  Тор-5 влюбленных пар в биатлоне. Архів оригіналу за 13 травня 2016. Процитовано 15 вересня 2016.
2. ↑  В дужках наведена кількість влучних пострілів та загальна кількість пострілів. В статистиці стрільби рахуються постріли, які здійснив біатлоніст на етапах кубка світу та чемпіонаті світу